# Ben O'Connor
Ben Alexander O'Connor (Subiaco, 25 novembre 1995) è un ciclista su strada australiano, che corre per il Team Jayco AlUla.
Professionista dal 2017, è soprannominato SuperBOC ed ha caratteristiche di passista-scalatore. In carriera ha vinto una tappa al Giro d'Italia (nel 2020), due al Tour de France (nel 2021 e nel 2025) ed una alla Vuelta a España (nel 2024).

## Carriera

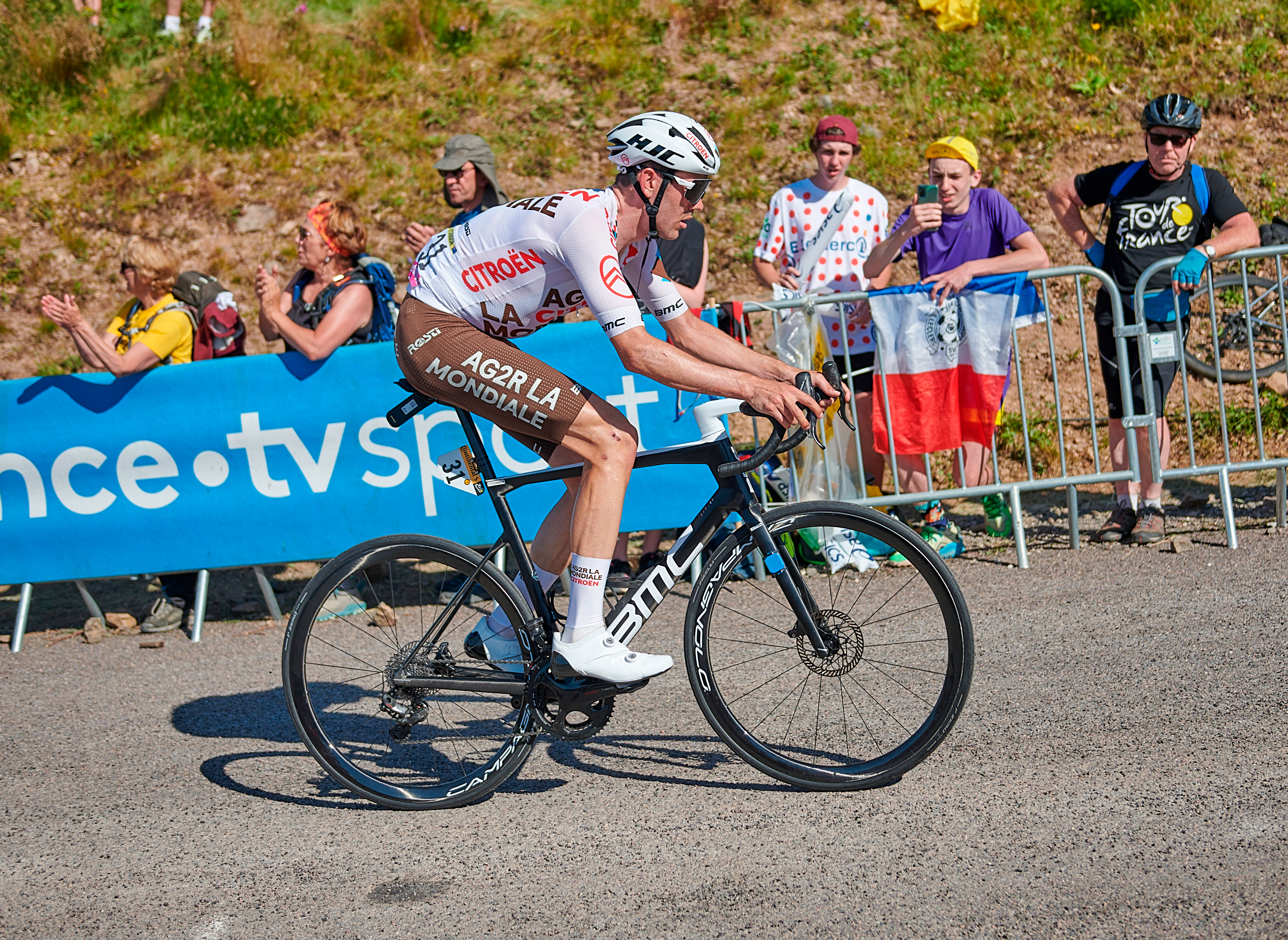
Ben O’Connor, in azione, durante una tappa al Tour de France 2022.

Passa al professionismo nel 2017 con il Team Dimension Data facendosi subito notare con una vittoria all'Österreich-Rundfahrt. L'anno successivo vince invece una tappa al Tour of the Alps, facendo sperare una buona prestazione al Giro d'Italia subito seguente; nella "Corsa rosa" cade però durante la diciannovesima tappa e si ritira mentre era quindicesimo in classifica generale.
Nel 2020, in maglia NTT, si impone nella 4ª tappa dell'Étoile de Bessèges. Partecipa al Giro d'Italia, dove arriva secondo nella 16ª tappa, battuto da Jan Tratnik. Vince la frazione successiva con arrivo a Madonna di Campiglio. A Ottobre 2020 firma per la AG2R Citroën Team per la stagione successiva.
Debutta al Tour de France, dove vince la 9ª tappa con arrivo a Tignes, portandosi così in 2ª posizione in classifica generale. Conclude il suo debutto al Tour de France in 4ª posizione.
Comincia il 2022 vincendo la 3ª tappa della Volta Ciclista a Catalunya (Perpignano > La Molina). Vince inoltre il Tour du Jura Cycliste, precedendo lo spagnolo Jesús Herrada. Nel luglio dello stesso anno, partecipa al Tour de France, dove si ritira all'inizio della decima tappa. Successivamente, nel mese di settembre, partecipa alla Vuelta, che conclude all'ottavo posto. Nel maggio 2024, partecipa al Giro d'Italia concludendo la corsa rosa in quarta posizione. Nell'agosto dello stesso anno partecipa anche alla Vuelta a España, dove conquista la maglia rossa vincendo la 6ª tappa con arrivo a Yunquera. Conclude la corsa al secondo posto con un ritardo di 2'36" sullo sloveno Primož Roglič, salendo per la prima volta in carriera sul podio di un grande Giro. A settembre partecipa ai Mondiali di Zurigo, dove ottiene la medaglia d'oro nella staffetta a squadre mista e la medaglia d'argento nella prova in linea, a 34" dal vincitore Tadej Pogačar.

## Palmarès
- 2016 (Avanti IsoWhey Sport)

4ª tappa New Zealand Cycle Classic (Masterton > Admiral Hill)
Classifica generale New Zealand Cycle Classic
- 2017 (Dimension Data, una vittoria)

5ª tappa Österreich-Rundfahrt (Kitzbühel > Alpendorf)
- 2018 (Dimension Data, una vittoria)

3ª tappa Tour of the Alps (Ora > Merano)
- 2020 (NTT Pro Cycling Team, due vittorie)

4ª tappa Étoile de Bessèges (Pont du Gard > Le Mont Bouquet)
17ª tappa Giro d'Italia (Bassano del Grappa > Madonna di Campiglio)
- 2021 (AG2R Citröen Team, una vittoria)

9ª tappa Tour de France (Cluses > Tignes)
- 2022 (AG2R Citröen Team, due vittorie)

3ª tappa Volta Ciclista a Catalunya (Perpignano > La Molina)
Tour du Jura Cycliste
- 2024 (Decathlon AG2R La Mondiale Team, tre vittorie)

Vuelta a Murcia
3ª tappa UAE Tour (Al Marjan Island > Jebel Jais)
6ª tappa Vuelta a España (Jerez de la Frontera > Yunquera)
- 2025 (Team Jayco AlUla, una vittoria)

18ª tappa Tour de France (Vif > Courchevel (Col de la Loze))

### Altri successi
- 2018 (Dimension Data)

Classifica giovani Tour of the Alps
- 2024 (Decathlon AG2R La Mondiale Team)

Campionati del mondo, Staffetta mista

## Piazzamenti

### Grandi Giri
- Giro d'Italia

2018: ritirato (19ª tappa)
2019: 32º
2020: 20º
2024: 4º
- Tour de France

2021: 4º
2022: non partito (10ª tappa)
2023: 17º
2025: 11º
- Vuelta a España

2019: 25º
2022: 7º
2024: 2º

### Classiche monumento
- Liegi-Bastogne-Liegi

2017: ritirato
2021: 108º
2023: 50º
2025: 44º
- Giro di Lombardia

2018: ritirato
2023: 34º

### Competizioni mondiali
- Campionati del mondo

Wollongong 2022 - In linea Elite: ritirato
Zurigo 2024 - Staffetta: vincitore
Zurigo 2024 - In linea Elite: 2º
- Giochi olimpici

Parigi 2024 - In linea: 51º